# The Story of Light
Albums de Steve Vai
Real Illusions: Reflections
The Story of Light est un album studio de Steve Vai sorti en 2012.

## Musiciens
- Steve Vai : guitare et chant
- Philip Bynoe : basse
- Jeremy Colson : percussions
- Deborah Henson - Conant : harpe
- Beverly McClellan : chant
- Aimee Mann :chant
- Bernie Gundman : mastering
- Dave Rosenthal : piano
- Julya Rainy May Vai : voix russe
- Bob Carpenter : Hammond B3
- Mike Keneally : claviers
- Dave Weiner : guitare rythmique

| Chansons de l'album         | Durée |
| --------------------------- | ----- |
| The Story of Light          | 6:15  |
| Velorum                     | 6:09  |
| John the Revelator          | 3:40  |
| Book of the Seven Seals     | 3:56  |
| Creamsicle Sunset           | 3:30  |
| Gravity Storm               | 5:33  |
| Mullach a tSi               | 3:56  |
| The Moon and I              | 7:18  |
| Weeping China Doll          | 6:11  |
| Racing the World            | 3:45  |
| No More Amsterdam           | 4:16  |
| Sunshine Electric Raindrops | 4:15  |